# Résolution 672 du Conseil de sécurité des Nations unies
Membres permanents
- Chine
- États-Unis
- France
- Royaume-Uni
- URSS

Membres non permanents
- Canada
- Côte d'Ivoire
- Colombie
- Cuba
- Éthiopie
- Finlande
- Malaisie
- Roumanie
- Yémen
- Zaïre

Résolution no 671 Résolution no 673
La résolution 672 est une résolution du Conseil de sécurité de l'ONU votée le 12 octobre 1990. Adoptée à l'unanimité, après avoir réaffirmé les résolutions 476 (1980) et 478 (1980) (annexion et occupation de Jérusalem), le Conseil de sécurité des Nations unies se déclare alarmé par les violences qui ont eu lieu sur le mont du Temple à Jérusalem le 8 octobre 1990 et qui ont causé la mort de plus de 20 Palestiniens et blessé plus de 150 personnes, y compris des civils et des fidèles palestiniens.
Le Conseil condamne ensuite les actions des forces de sécurité israéliennes, appelant Israël à respecter les obligations juridiques qui lui incombent en vertu de la quatrième convention de Genève. La résolution 672 autorise également l'envoi d'une mission dans la région pour enquêter sur l'évènement et faire rapport avant la fin du mois d'octobre 1990.
Israël rejette la résolution, affirmant qu'elle ne tient pas compte des attaques contre les fidèles juifs au mur des Lamentations.